# Дрезденский фуникулёр
Дре́зденский фуникулёр (нем. Standseilbahn Dresden) — фуникулёр, соединяющий районы Дрездена Лошвиц и Вайсер Хирш. Был открыт 26 октября 1895 года и до 1910 года работал на паровой тяге (в настоящий момент работает на электротяге).
Технические характеристики:
- Длина: 547 метра
- Высота: 94 метра
- Максимальный уклон: 29 %
- Число кабин: 2
- Вместимость кабины: 60 пассажиров
- Конфигурация: Одиночная колея с разъездом
- Максимальная скорость: 5 метров в секунду
- Ширина колеи: 1 метр
- Привод: электрический (до 1910 г. паровой).

Линия проходит через два туннеля: Бюргберг (длина — 96 метров) и туннель Принцессы Луизы (длина — 54 метра). Оператором фуникулёра является компания Dresdner Verkehrsbetriebe, которая также эксплуатирует автобусы, трамвай и водный транспорт Дрездена.